# Bourg (Louisiane)
Pour les articles homonymes, voir Bourg (homonymie).
Bourg est une census-designated place (CDP) située dans la paroisse de Terrebonne en Louisiane, aux États-Unis.

## Géographie
La localité de Bourg est située à la sortie sud-est de la ville de Houma au niveau de la confluence du bayou Terrebonne et du bayou Petit Caillou formant un quartier dénommé "Presquile". Le bayou Terrebonne traverse la localité de Bourg en direction du Sud. Le Bourg est limité à l'ouest par le bayou La Cache et le bayou Petit Caillou.

## Histoire
La localité doit son nom à la famille de pionniers franco-louisianais dénommé "Bourg". Aubin Bourg et Elizabeth du Roi Bourg et leurs enfants dont Joseph Charles Bourg juge de paix à Houma, furent des membres importants du XIXe siècle dans le peuplement et la colonisation de la paroisse de Terrebonne. De nombreux Cajuns s'installèrent à Bourg après leur expulsion d'Acadie par les Anglais, lors du Grand dérangement à l'époque de la Louisiane française.

## Culture cajun
Chaque année s'y déroule le festival de musique cadienne et de musique Zydeco lors du "Grand Bois Cajun et Zydeco Music Festival". 